# Malfunkshun
Malfunkshun is een grungeband. Samen met zijn broer richtte Andrew Wood in 1980 deze band op. Ze worden gezien als een van de grondleggers van de muzikale explosie in de jaren negentig in Seattle.